# Aylmer Bourke Lambert

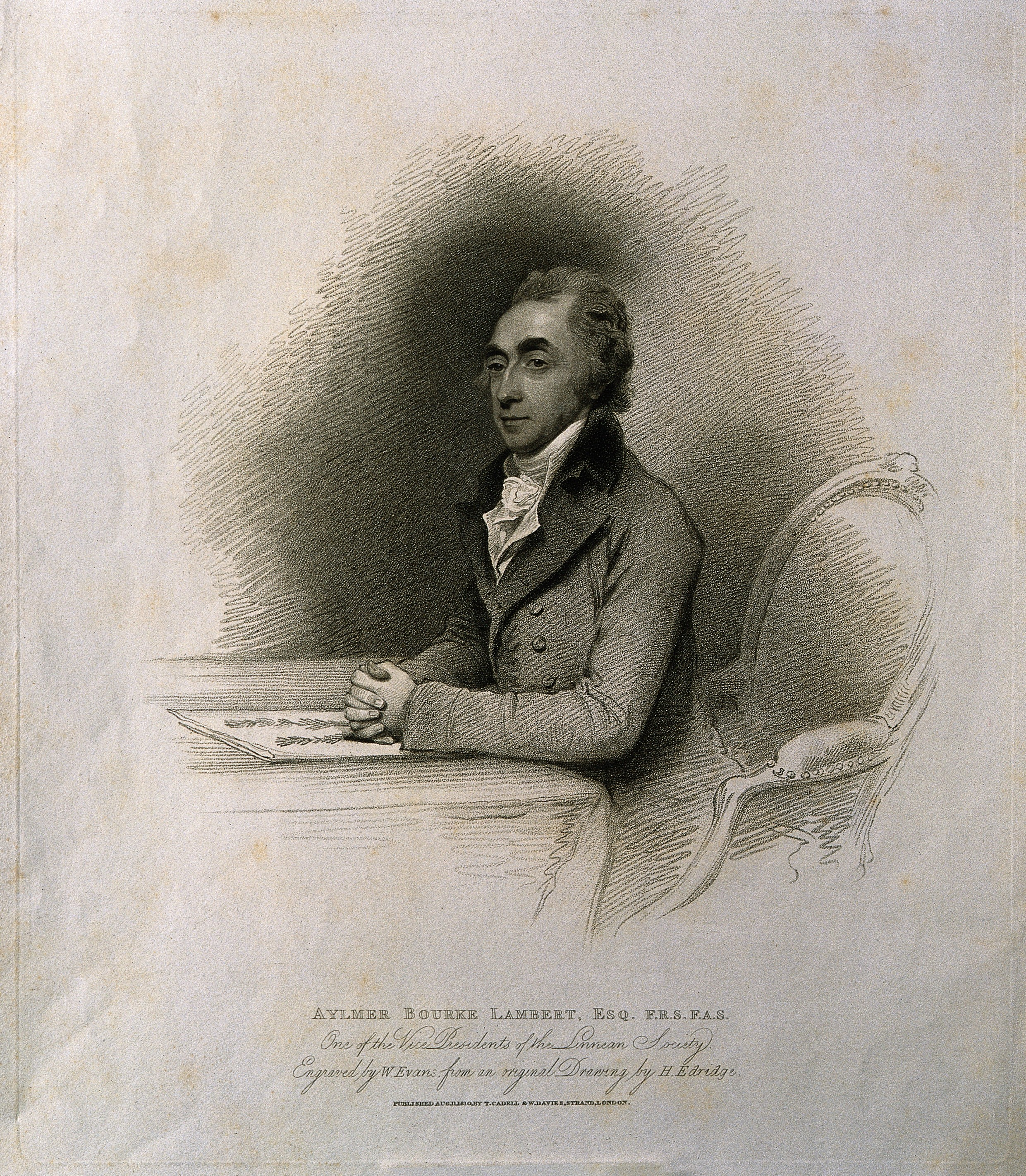
Aylmer Bourke Lambert, 1810 gravyr.

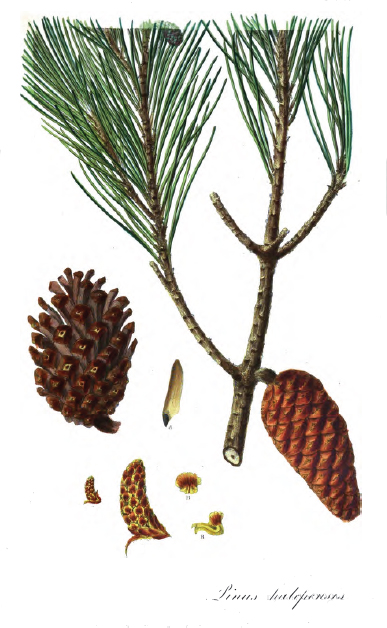
Pinus halepensis från 'Description of the Genus Pinus.

Aylmer Bourke Lambert, född 2 februari 1761 i Bath, död 10 januari 1842 i Kew Green, var en brittisk botaniker och en av de första medlemmarna i Linnean Society.

## Tidigt liv
Aylmer Bourke Lambert föddes i Bath i England den 2 februari 1761. Han var son till Edmund Lambert från Boyton House och Bridget Bourke som var dotter till 8:e Viscount Mayo. Hans mamma dog 1773, samma år som han började skolan och genom sin familj ärvde han fastigheter i Jamaica och Irland. Han studerade vid Newcome's School och fortsatte sedan sid utbildning vid Oxfords universitet.

## Skrifter
Aylmer Bourke Lambert är mest känd för sitt arbete "A description of the genus Pinus", utfört i flera delar mellan 1803 och 1824, en storslagen foliant som beskrev dåtidens kända barrväxter. En andra foliant producerades mellan 1828 och 1837, och en tredje, mindre (oktavo) upplaga publicerades 1832. Individuella böcker, även av samma utgåva, är ofta väldigt olika varandra, vilket medför problem när illustrationerna har använts som typer för att ordna namnet.
Många av de nya barrväxter som upptäckts av David Douglas och andra, inklusive Coast Redwood, beskrivs för första gången i Lamberts böcker. Flera av dessa beskrivs faktiskt av samarbetande författare, särskilt David Don, som inkluderade sitt arbete i Lamberts bok.

## Herbarium
Lambert erhöll ett antal betydande herbariesamlingar inklusive de som tillhört Johann Reinhold Forster, Archibald Menzies och Henry de Ponthieu. Han samlade också en stor samling av exemplar och teckningar från Australien. Bidragsgivare inkluderade guvernören Arthur Phillip, John White, William Paterson, major Robert Ross, major Francis Grose och Philip Gidley King.
Lamberts samling av 50 000 konserverade växtprover, tillsammans med hans omfattande bibliotek, konsulterades av författare och botaniker, inklusive Robert Brown, De Candolle, Carl Friedrich Philipp von Martius, George Don och David Don. Samlingarna auktionerades efter hans död i 317 delar och exemplar finns i botaniska samlingar runt om i världen.

## Linnean Society
Lambert var en av grundarna av Linnean Society 1788. År 1796 utnämndes Lambert av James Edward Smith som en av de fyra vice ordförandena för Linnean Society of London. Han höll denna position till sin död 1842.

## Royal Society
1791 valdes Lambert till Royal Society of London och Joseph Banks gjorde honom till medlem i rådet 1810.

## Hederspris och minnesmärken
Lambert är hedrad genom det vetenskapliga namnet på sockertall ( Pinus lambertiana), släktet Lambertia och brokblåsmyg (Malurus lamberti ). Auktorsnamnet Lamb. tillämpas på de arter han beskrivit. 